# Barra de tinta

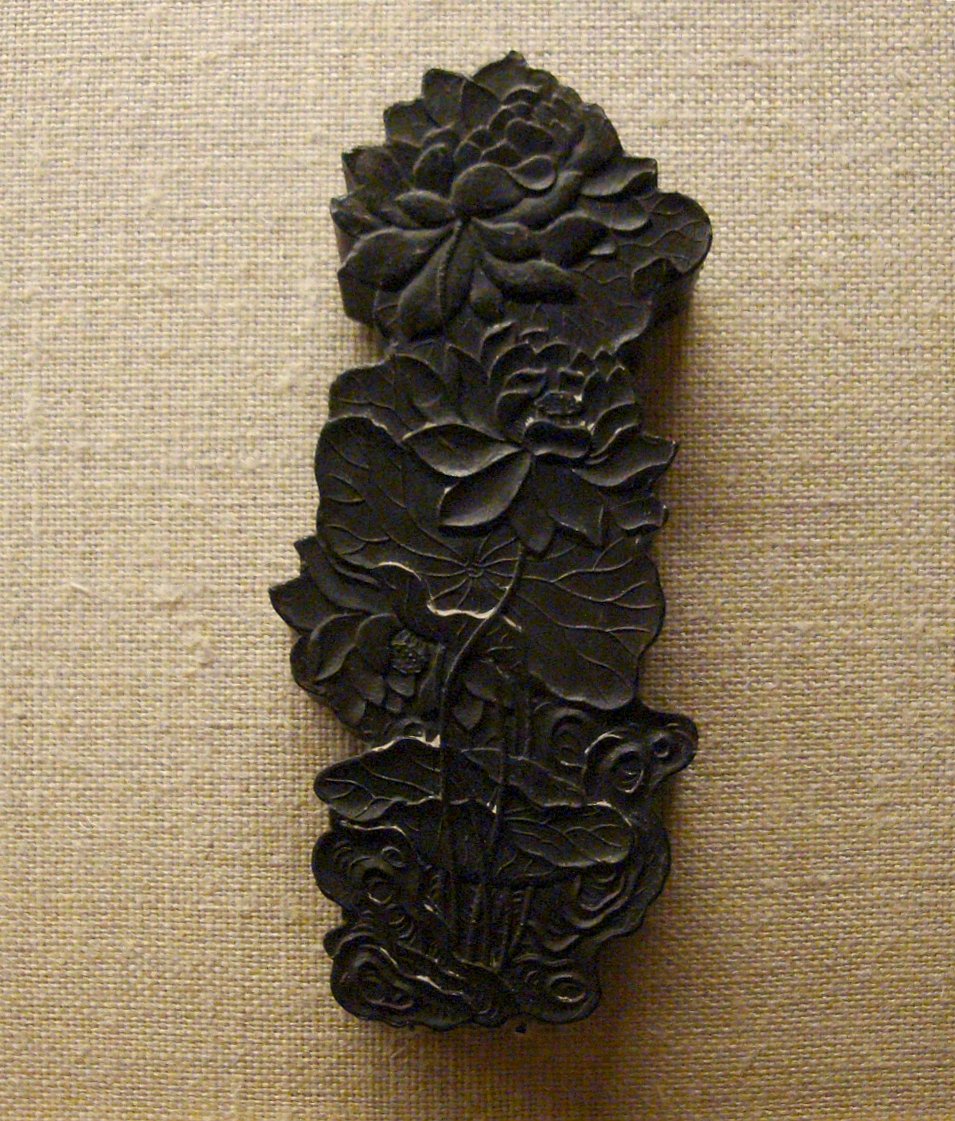
Barra de tinta de hollín de pino y aglutinante.

La barra de tinta o torta de tinta es un tipo de tinta china sólida utilizada tradicionalmente en varias formas de arte chinas y de Asia oriental, como la caligrafía y la pintura con pincel. Las barras de tinta están hechas principalmente de hollín y cola animal, a veces con incienso o aromas medicinales añadidos. Para hacer tinta, la barra de tinta se muele contra una piedra de entintar con una pequeña cantidad de agua para producir un líquido oscuro que luego se aplica con un pincel de tinta. Al ajustar la fuerza y la duración del proceso de molienda de la tinta, los artistas y calígrafos pueden ajustar la concentración de la tinta producida para adaptarla a sus gustos.
Junto con la piedra de entintar, el pincel de tinta y el papel, la barra de tinta se considera uno de los cuatro tesoros del estudio de la cultura literaria clásica china.

## Historia

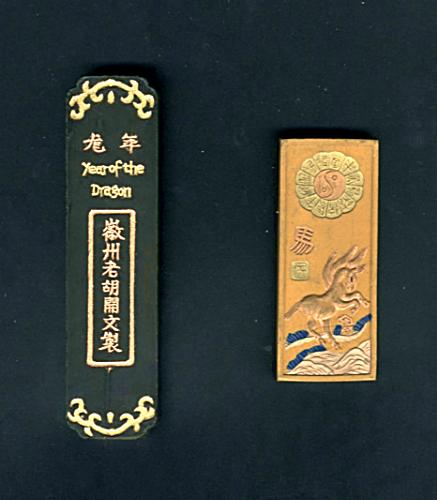
Tinteros chinos conmemorativos para coleccionistas.

Los primeros artefactos de tintas chinas se remontan al siglo XII a. C., ocasionalmente se utilizan materiales carbonizados, tintes vegetales y tintas de origen animal, siendo las tintas minerales las más comunes. Las tintas minerales basadas en materiales como el grafito se molían con agua y se aplicaban con brochas. Los orígenes minerales de las tintas chinas fueron discutidos por el calígrafo, político y escritor de la dinastía Han Oriental Xu Shen (許慎, 58 – c. 147
 ). En su Shuowen Jiezi, escribió: "La tinta, cuyo componente semántico es 'tierra', es negra". (墨，從土，黑也), indicando que el carácter de "tinta" (墨) se compone de los caracteres de "negro" (黑) y "suelo" (土), debido a los orígenes terrestres del mineral oscuro. utilizado en su producción.

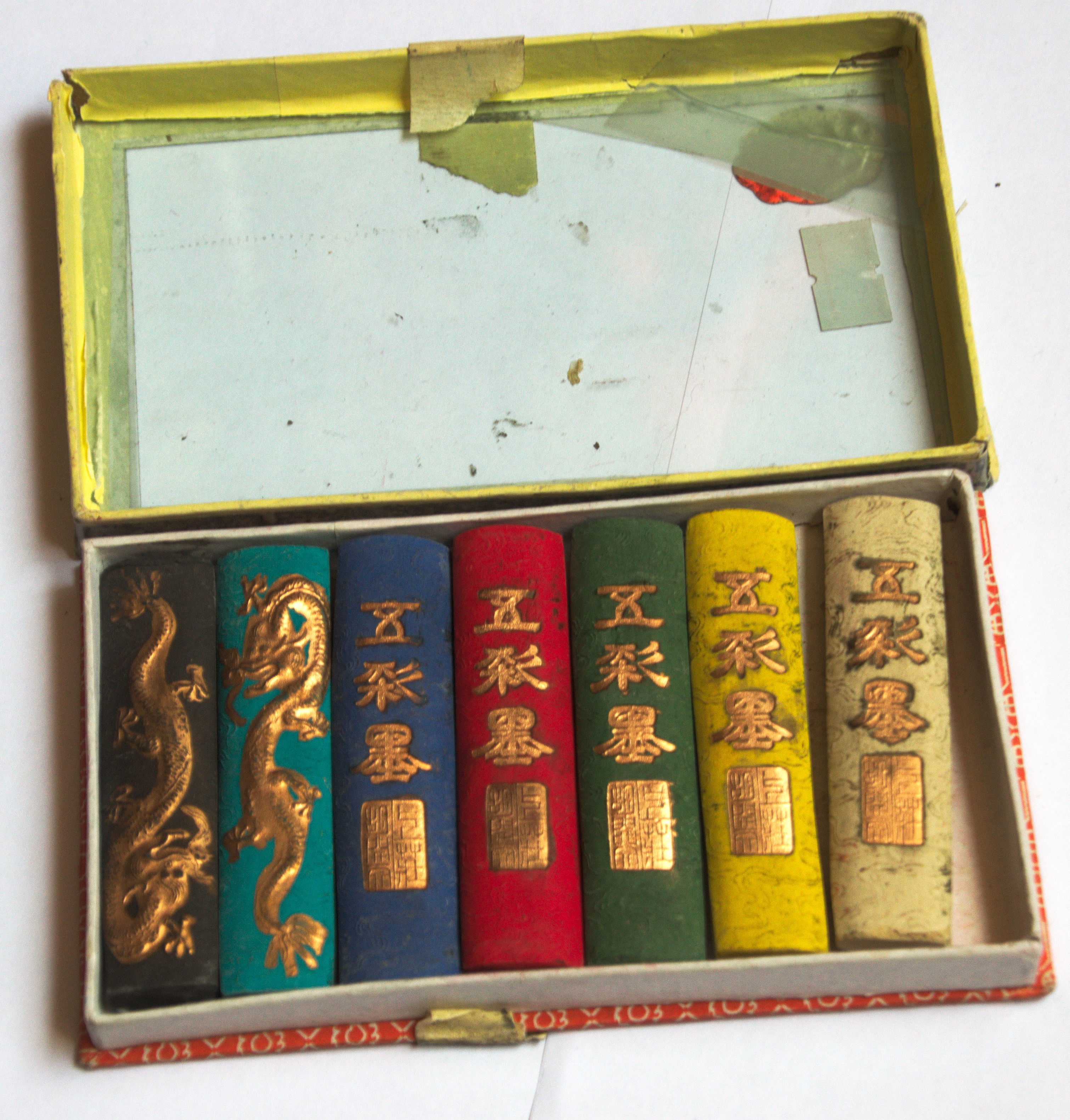
Barras de tinta de colores, utilizadas habitualmente como acentos en la pintura china.

La transición de las tintas de grafito a las tintas de hollín y carbonizadas se produjo antes de la dinastía Shang. A partir de estudios de rastros de tinta en artefactos de varias dinastías, se cree que las tintas utilizadas en la dinastía Zhou son bastante similares a las utilizadas en la dinastía Han. Sin embargo, estas primeras tintas, hasta la dinastía Qin, probablemente se almacenaban en formas líquidas o en polvo que no se han conservado bien y, por lo tanto, su existencia y constitución sólo pueden estudiarse a partir de objetos y artefactos pintados. Se encontraron pruebas físicas de estas primeras tintas chinas "modernas" de hollín y cola animal en excavaciones arqueológicas de tumbas que datan del final de los Reinos combatientes, alrededor del 256 a. C. Esta tinta se formó mediante trabajo manual en bolitas que se molieron hasta obtener tinta sobre una piedra de entintar plana utilizando un mortero de piedra más pequeño. En las tumbas de la dinastía Han se han encontrado muchas tintas en forma de bolitas e instrumentos de molienda, y a finales de la dinastía Han oriental aparecieron tintas en forma de lingotes de gran tamaño. Estas últimas tintas tienen marcas físicas que indican que se utilizó amasado en su producción.
Uno de los primeros registros literarios de la producción de barras de tinta en Japón es el de qimin yaoshu (齊民要術) escrito durante la dinastía Wei del Norte. La elaboración de las técnicas, los requisitos técnicos y los ingredientes también se mencionan en el pergamino diez de yunlu manchao (雲麓漫鈔) y en el capítulo "tinta" de tiangong kaiwu (天工開物), la notable enciclopedia de la dinastía Ming escrita por Canción Yingxing (宋應星).

## Producción

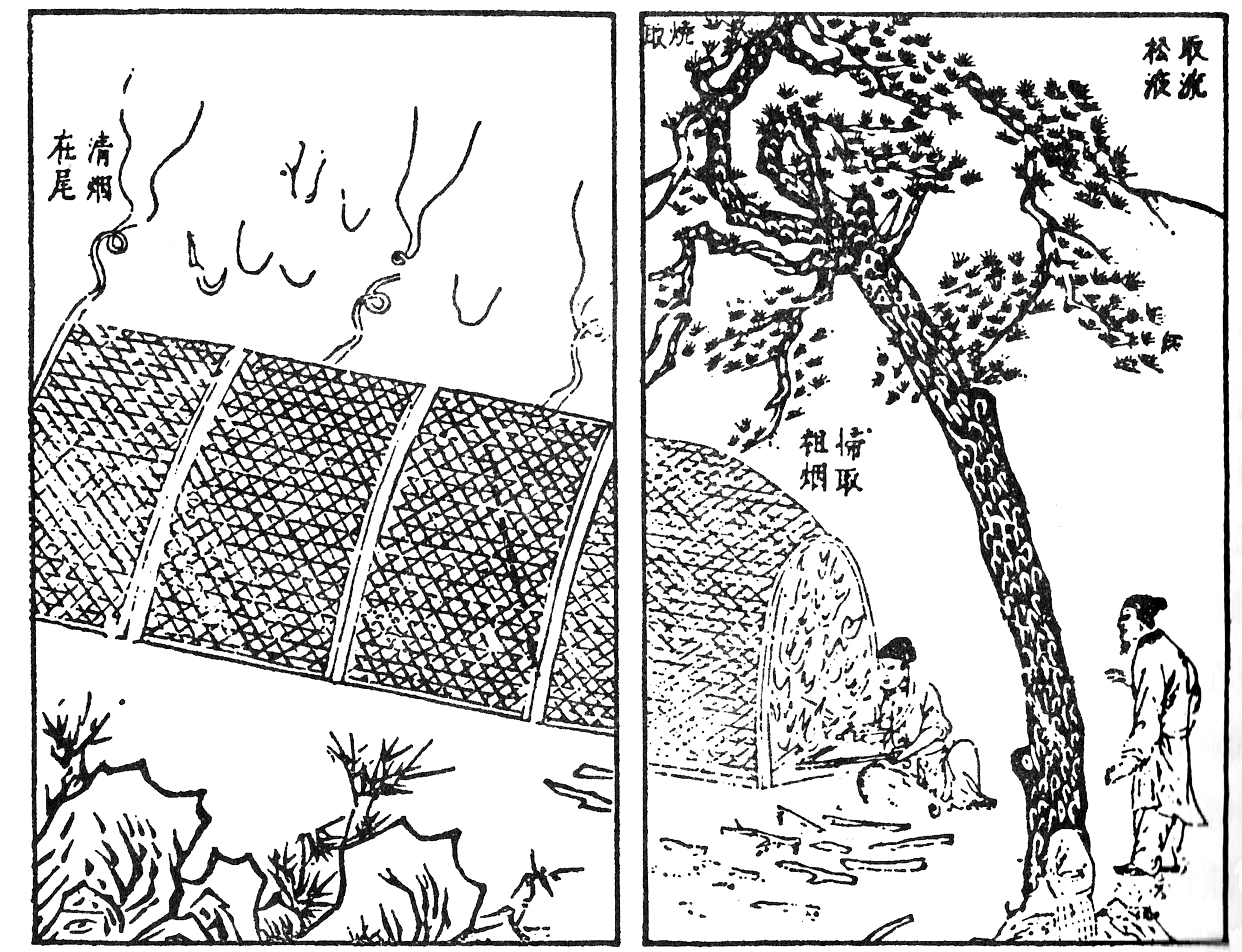
Imagen del documento técnico del Tiangong Kaiwu (天工開物) que detalla cómo se quema el pino en un horno en un extremo y se recoge el hollín en el otro.

En general, las barras de tinta están hechas de hollín y pegamento animal, y ocasionalmente se añaden otros ingredientes como conservantes o por motivos estéticos:
- Hollín: El hollín se produce mediante la quema hipóxica de aceites como el aceite de tung (桐油), el aceite de soja, el aceite de Camelia o la manteca de cerdo, o de madera como el pino.[6]
- Cola animal: se utilizan pegamentos de clara de huevo, piel de pescado o piel de buey para unir la barra de tinta.
- Inciensos y medicinas: Para mejorar la estética física de la barra de tinta, se utilizan inciensos y extractos de hierbas de la medicina china tradicional como clavo, consuelda, corteza de fresno (Fraxinus chinensis), alzapa, sándalo blanco, liquidámbar oriental o incluso almizcle de ciervo y, polvo de perlas fueron agregados. Estos ingredientes pueden servir como conservantes de la barra de tinta.

Los ingredientes se mezclan en proporciones precisas hasta formar una masa y luego se amasan hasta que la masa quede suave y uniforme. Luego la masa se corta, se prensa en un molde y se seca lentamente. Las barras de tinta mal hechas se agrietarán o agrietarán debido a un amasado inadecuado, una proporción imprecisa de hollín y pegamento o un secado desigual.
La forma más común de las barras de tinta es rectangular/cuboidal, aunque a veces se utilizan otras formas. Las barras de tinta suelen tener varias inscripciones e imágenes incorporadas en su diseño, como indicaciones del fabricante o el tipo de barra de tinta, poesía o una imagen artística.
Se afirma que una barra de tinta de calidad es tan dura como una piedra, con una textura similar a la de un rinoceronte y de color negro como la laca. La superficie pulida de una barra de tinta de alta calidad debe presentar, bajo la luz reflejada, un brillo violeta azulado, siendo negro si no es tan bueno y blanco si es de mala calidad. Las mejores barras de tinta producen muy poco ruido al molerlas debido al fino hollín utilizado, lo que garantiza una acción de molienda suave, mientras que un ruido de molienda fuerte o áspero indica una tinta de baja calidad con un hollín granulado. Además, una barra de tinta de calidad no debería dañar ni rayar la piedra de entintar.

## Tipos
Existen diversas variedades de barras de tinta que pueden ser empleadas por artistas o calígrafos con el fin de lograr efectos particulares o para propósitos específicos.
- Tinta de hollín de aceite se elabora con el hollín del aceite de tung quemado u otros aceites. Hay más pegamento en este tipo de tinta que en los otros, por lo que no se esparce tanto. Da un color negro cálido y es bueno como tinta de pintura y caligrafía de uso general.
- Tinta de hollín de pino se elabora a partir del hollín de la madera de pino. Tiene menos pegamento y por eso se esparce más que la tinta de hollín de aceite. Da un color negro azulado y es bueno para caligrafía y pintura gongbi.
- Tinta de hollín de laca se elabora a partir del hollín de la laca cruda seca. Tiene un aspecto brillante y es más adecuado para pintar.
- Tinta de carbón se elabora con carbón de madera común. Tiene la menor cantidad de pegamento y por eso se esparce sobre el papel más que otras tintas. Se utiliza principalmente para pintura y caligrafía de estilo libre.
- Tinta azulada (青墨) es aceite u hollín de pino que se ha mezclado con otros ingredientes para producir una tinta sutil de color negro azulado. Se utiliza principalmente para caligrafía.
- Tinta de color es tinta de hollín de aceite que se ha mezclado con pigmentos para crear una tinta sólida de color. La más popular es la tinta cinabrio, que supuestamente fue utilizada por los emperadores chinos.

Un artista podría encargar una tinta personalizada que se adapte a sus necesidades. La tinta médica se produce mezclando tinta estándar con medicinas a base de hierbas y se puede moler y tomar internamente. Algunas tintas se fabrican en formas muy decorativas y extrañas para coleccionistas en lugar de para uso real.
Dentro de cada tipo de tinta existen muchas variaciones en cuanto a ingredientes adicionales y finura del hollín. Un artista selecciona el mejor tipo de tinta que se adapta a sus necesidades en función de la disciplina, el tipo de papel, etc.